# ژوردی بوریو
 ژوردی بوریو (اسپانیایی: Jordi Burillo‎؛ زادهٔ ۷ دسامبر ۱۹۷۲) یک تنیس‌باز اهل اسپانیا است.